# مايك بيرنير
مايك بيرنير هو سياسي كندي، ولد في 1968 في شمال فانكوفر ‏ في كندا. نشط حزبياً في BC United ‏. وقد انتخب عضو الجمعية التشريعية لكولومبيا البريطانية ‏ عن دائرة Peace River South ‏ خلال فترته النيابية ‏ وانتخب عضو الجمعية التشريعية لكولومبيا البريطانية ‏ عن دائرة Peace River South ‏ خلال فترته النيابية ‏.